# إيلينا كاسترو سواريز
إيلينا كاسترو سواريز (ولدت في 20 يوليو 2000) عارضة أزياء بلجيكية من أصول أسبانية وحاملة لقب مسابقة ملكة جمال من أنتويرب التي توجت ملكة جمال بلجيكا 2019 البالغة من عمر 18 سنة في أمسية احتفالية في مسرح بلوبسا في أدينكيركي، وبالتالي ستصبح خلفا لانجلينا فلور بوا ومثلت بلدها بلجيكا في مسابقة ملكة جمال العالم 2019. ،وهذه هي المرة الرابعة خلال خمس سنوات التي تفوز بها ملكة من مقاطعة أنتويرب وهي مصادفة حسب المنظمين.كما فازت إيلينا سواريز كاسترو بجائزة Miss Charity “الآنسة الخيرية” وستمثل بلجيكا كملكة جمال وكذلك انسة الجمعيات الخيرية.

## روابط خارجية
- إيلينا كاسترو سواريز على إنستغرام

| الجوائز و الإنجازات   | الجوائز و الإنجازات   | الجوائز و الإنجازات    |
| --------------------- | --------------------- | ---------------------- |
| سبقه أنجيلين فلور بوا | ملكة جمال بلجيكا 2019 | تبعه سيلين فان أويتسيل |